# Alida Milana
Alida Milana (Roma, 8 aprile 1973) è una doppiatrice, dialoghista e direttrice del doppiaggio italiana.

## Biografia
Figlia della direttrice di doppiaggio Ornella Cappellini e sorella del doppiatore Giorgio Milana.

## Doppiaggio

### Film
- Thora Birch in American Beauty e Ghost World
- Katherine Parkinson in Un matrimonio all'inglese
- Shiri Appleby in A Time for Dancing
- Kira Spencer Hesser in Matilda 6 mitica
- Francesca Martana in Ci hai rotto papà

### Serie TV
- Maggie Grace in Lost
- Larisa Oleynik in Il mondo segreto di Alex Mack
- Amy Davidson in 8 semplici regole
- Amber Marshall in Heartland
- Jennifer Drugan in Dinosauri tra noi

### Animazione
- Francesco ne La freccia azzurra
- Kengah in La gabbianella e il gatto
- Dente in Manny tuttofare
- Gippal in Guru Guru - Il girotondo della magia, Guru Guru - Il batticuore della magia
- Alita in Battle Angel Alita
- Tsubaki Sakura in Le situazioni di Lui & Lei
- Eri Natsuno in Strange Dawn
- EVE in WALL•E
- Pepper Ann in Pepper Ann
- Zoey in La famiglia Proud, La famiglia Proud - Il film, La famiglia Proud: più forte e orgogliosa
- Nanaka Nakatomi in Il club della magia!
- Sumire in Capricciosa Orange Road
- Maypia Alexymetalia in Agent Aika
- Komi Natsuki in Sakura Mail
- Wanda in Tom
- Elsa Creighton in Kim
- Lillifee in La principessa Lillifee
- Maxxi in Chi Rho - I misteri del tempo
- Cadpig in La carica dei 101 - La serie
- Scarlett in A tutto reality - L'isola di Pahkitew
- Kumiko Nakamura ne I Simpson (solo nell‘episodio Sposata con il blob)

### Videogiochi
- Eve in Wall•E (2008)[1]